# Зонго, Терциус
Тертью Зонго (фр. Tertius Zongo; род. 18 мая 1957, Кудугу) — государственный деятель Буркина-Фасо. Премьер-министр Буркина-Фасо (2007—2011).
Родился в Кудугу. Зонго изучал экономику в Дакаре и в Нанте. В период с 1995 по 2000 год занимал различные министерские посты, в том числе и министра финансов Буркина-Фасо. Многолетний представитель своей страны при Всемирном банке и Международном валютном фонде, а также занимал должность Генерального директора промышленной и торговой палат Буркина-Фасо.
С 2002 года — на дипломатической службе. Последняя дипломатическая должность — посол в США. С 4 июня 2007 по 18 апреля 2011 года Зонго был премьер-министром Буркина-Фасо.